# Cúp bóng đá châu Phi 1988
Cúp bóng đá châu Phi 1988 là Cúp bóng đá châu Phi lần thứ 16, được tổ chức tại Maroc, thay thế cho quốc gia đăng cai dự kiến là Zambia. Đây là lần đầu tiên Maroc đăng cai Cúp bóng đá châu Phi. Số đội tham dự giải là 36, nhiều hơn giải trước đó 2 đội. Thể thức thi đấu không đổi. Vòng chung kết gồm 8 đội chia làm 2 bảng, mỗi bảng 4 đội. Hai đội tuyển đứng đầu mỗi bảng vào đá bán kết, đội thắng ở bán kết vào đá chung kết, đội thua dự trận trận tranh giải ba. Cameroon lần thứ hai giành chức vô địch sau khi thắng Nigeria 1-0 ở chung kết. Còn Ai Cập trở thành đội đương kim vô địch thứ tám bị loại ngay từ vòng bảng (sau CHDC Congo là vào các năm 1970, 1976, Ghana là vào các năm 1980, 1984 cùng với Sudan 1972, Maroc 1978 và Nigeria 1982).

## Vòng loại
Vòng loại của giải gồm 34 đội tham gia, chọn lấy 6 đội cùng với đương kim vô địch Ai Cập và chủ nhà Maroc tham dự vòng chung kết. Vòng loại thi đấu theo thể thức loại trực tiếp sân nhà và sân khách, có áp dụng luật bàn thắng sân khách. Ở vòng sơ loại có 20 đội chọn lấy 10 đội thắng vào vòng loại thứ nhất. Ở vòng loại thứ nhất có 24 đội chia làm 12 cặp đấu để chọn 12 đội thắng vào vòng loại thứ hai. Vòng loại thứ hai 12 đội chia làm 6 cặp đấu, 6 đội thắng dự vòng chung kết.

### Các đội không vượt qua vòng loại

#### Vòng sơ loại
| - Trung Phi - Guinea Xích Đạo - Ethiopia - Gabon - Gambia |  | - Lesotho - Liberia - Mali - Mauritius - Somalia |  |  |

#### Vòng loại thứ nhất
| - Angola - Cộng hòa Congo - Ghana - Guinée - Madagascar - Mozambique |  | - Rwanda - Tanzania - Togo - Tunisia - Uganda - Zambia |  |  |

#### Vòng loại thứ hai
| - Libya - Malawi - Sénégal |  | - Sierra Leone - Sudan - Zimbabwe |  |  |

- in nghiêng: Đội bóng bỏ cuộc

## Địa điểm
| Casablanca             | CasablancaRabat | Rabat                        |
| ---------------------- | --------------- | ---------------------------- |
| Sân vận động Mohamed V | CasablancaRabat | Sân vận động Moulay Abdellah |
| Sức chứa: 80.000       | CasablancaRabat | Sức chứa: 52.000             |
|                        | CasablancaRabat |                              |

## Vòng chung kết
Vòng chung kết của giải diễn ra trong 2 tuần từ 13 đến 27 tháng 3 năm 1988. Các trận đấu ở bảng A được tổ chức tại thành phố Casablanca, ở bảng B được tổ chức tại thủ đô Rabat.

### Các đội tham dự
- Algérie (lần thứ 6)
- Cameroon (lần thứ 6)
- Ai Cập (đương kim vô địch, lần thứ 11)
- Bờ Biển Ngà (lần thứ 8)
- Kenya (lần thứ 2)
- Maroc (chủ nhà, lần thứ 6)
- Nigeria (lần thứ 7)
- Zaire (lần thứ 7)

### Bảng A
| Đội tuyển   | Số trận | Thắng | Hòa | Thua | Bàn thắng | Bàn thua | Hiệu số | Điểm |
| ----------- | ------- | ----- | --- | ---- | --------- | -------- | ------- | ---- |
| Maroc       | 3       | 1     | 2   | 0    | 2         | 1        | +1      | 4    |
| Algérie     | 3       | 1     | 1   | 1    | 2         | 2        | 0       | 3    |
| Bờ Biển Ngà | 3       | 0     | 3   | 0    | 2         | 2        | 0       | 3    |
| Zaire       | 3       | 0     | 2   | 1    | 2         | 3        | −1      | 2    |

| Maroc             | 1–1      | Zaire         |
| ----------------- | -------- | ------------- |
| Merry 43' (ph.đ.) | Chi tiết | Muntubila 88' |

| Bờ Biển Ngà   | 1–1      | Algérie      |
| ------------- | -------- | ------------ |
| A. Traoré 48' | Chi tiết | Belloumi 16' |

| Bờ Biển Ngà   | 1–1      | Zaire       |
| ------------- | -------- | ----------- |
| A. Traoré 74' | Chi tiết | Kabongo 37' |

| Maroc           | 1–0      | Algérie |
| --------------- | -------- | ------- |
| El Haddaoui 52' | Chi tiết |         |

| Algérie      | 1–0      | Zaire |
| ------------ | -------- | ----- |
| Ferhaoui 36' | Chi tiết |       |

| Maroc | 0–0      | Bờ Biển Ngà |
| ----- | -------- | ----------- |
|       | Chi tiết |             |

### Bảng B
| Đội tuyển | Số trận | Thắng | Hòa | Thua | Bàn thắng | Bàn thua | Hiệu số | Điểm |
| --------- | ------- | ----- | --- | ---- | --------- | -------- | ------- | ---- |
| Nigeria   | 3       | 1     | 2   | 0    | 4         | 1        | +3      | 4    |
| Cameroon  | 3       | 1     | 2   | 0    | 2         | 1        | +1      | 4    |
| Ai Cập    | 3       | 1     | 1   | 1    | 3         | 1        | +2      | 3    |
| Kenya     | 3       | 0     | 1   | 2    | 0         | 6        | −6      | 1    |

| Cameroon | 1–0      | Ai Cập |
| -------- | -------- | ------ |
| Milla 5' | Chi tiết |        |

| Nigeria                               | 3–0      | Kenya |
| ------------------------------------- | -------- | ----- |
| Yekini 6' · Edobor 13' · Okosieme 33' | Chi tiết |       |

| Cameroon  | 1–1      | Nigeria     |
| --------- | -------- | ----------- |
| Milla 21' | Chi tiết | Okwaraji 2' |

| Ai Cập                          | 3–0      | Kenya |
| ------------------------------- | -------- | ----- |
| Abdelhamid 2', 65' · Younes 58' | Chi tiết |       |

| Cameroon | 0–0      | Kenya |
| -------- | -------- | ----- |
|          | Chi tiết |       |

| Nigeria | 0–0      | Ai Cập |
| ------- | -------- | ------ |
|         | Chi tiết |        |

### Vòng đấu loại trực tiếp
|  | Bán kết                 | Bán kết  |                         |   | Chung kết | Chung kết |
|  |                         |          |                         |   |           |           |
|  | 23 tháng 3 – Rabat      |          |                         |   |           |           |
|  |                         |          |                         |   |           |           |
|  | Nigeria (p)             | 1 (9)    |                         |   |           |           |
|  | Nigeria (p)             | 1 (9)    | 27 tháng 3 – Casablanca |   |           |           |
|  | Algérie                 | 1 (8)    |                         |   |           |           |
|  | Algérie                 | 1 (8)    | Nigeria                 | 0 |           |           |
|  | 23 tháng 3 – Casablanca |          | Nigeria                 | 0 |           |           |
|  |                         | Cameroon | 1                       |   |           |           |
|  | Maroc                   | Cameroon | 1                       | 0 |           |           |
|  | Maroc                   |          |                         | 0 |           |           |
|  | Cameroon                | 1        |                         |   |           |           |
|  | Cameroon                | 1        | Tranh hạng ba           |   |           |           |
|  |                         |          |                         |   |           |           |
|  | 26 tháng 3 – Casablanca |          |                         |   |           |           |
|  |                         |          |                         |   |           |           |
|  | Algérie (p)             | 1 (4)    |                         |   |           |           |
|  | Algérie (p)             | 1 (4)    |                         |   |           |           |
|  | Maroc                   | 1 (3)    |                         |   |           |           |

#### Bán kết
| Nigeria                                                                                                | 1–1      | Algérie                                                                                              |
| --- | -------- | --- |
| Belgharbi 36' (l.n.)                                                                                   | Chi tiết | Maâtar 86'                                                                                           |
| Loạt sút luân lưu                                                                                      |          | |
| Eguavoen · Adeshina · Uwe · Sofoluwe · Yekini · Okwaraji · Nwosu · Omokaro · Okafor · Rufai · Eguavoen | 9–8      | Belloumi · Belgherbi · Maâtar · Yahi · Menad · Bouafia · Medane · Chaib · Megharia · Drid · Belloumi |

| Maroc | 0–1      | Cameroon     |
| ----- | -------- | ------------ |
|       | Chi tiết | Makanaky 78' |

#### Tranh giải ba
| Maroc                                                           | 1–1      | Algérie                                                     |
| --------------------------------------------------------------- | -------- | ----------------------------------------------------------- |
| Nader 67'                                                       | Chi tiết | Belloumi 87'                                                |
| Loạt sút luân lưu                                               |          |                                                             |
| El Gharef · Benabicha · Ouadani · El Maataoui · Timoumi · Nader | 3–4      | Yahi · Djahmoune · Merzekane · Chaib · Megharia · Belgherbi |

#### Chung kết
| Cameroon          | 1–0      | Nigeria |
| ----------------- | -------- | ------- |
| Kundé 55' (ph.đ.) | Chi tiết |         |

| Vô địch Cúp bóng đá châu Phi 1988 Cameroon Lần thứ hai |

## Danh sách cầu thủ ghi bàn
2 bàn
| - Lakhdar Belloumi - Roger Milla | - Abdoulaye Traoré | - Gamal Abdelhamid |

1 bàn
| - Abdelkader Ferhaoui - Rachid Maâtar - Emmanuel Kundé - Cyrille Makanaky - Ayman Younes | - Mustafa El Haddaoui - Abdelkrim Merry - Hassen Nadir - Humphrey Edobor - Ndubuisi Okosieme | - Samuel Okwaraji - Rashidi Yekini - Eugène Kabongo - Jean-Santos Muntubila |

phản lưới nhà
| - Abdelrazak Belgharbi (trong trận gặp Nigeria) |

## Đội hình toàn sao
Thủ môn
- Joseph-Antoine Bell

Hậu vệ
- Tijani El Maataoui
- Emmanuel Kundé
- John Buana
- Stephen Tataw

Tiền vệ
- Jacques Kinkomba Kingambo
- Emile Mbouh
- Henry Nwosu
- Paul Mfede

Tiền đạo
- Roger Milla
- Aziz Bouderbala